# Antonius Triest
Antonius Triest (Beveren-Waas, 1577 - Gent, 28 mei 1657) was de vijfde bisschop van Brugge en nadien de zevende bisschop van Gent. 
Hij mag niet worden verward met Petrus Jozef Triest, stichter in de negentiende eeuw van de Broeders van Liefde en de Zusters van Liefde van Jezus en Maria (Gent).

## Levensloop
Antonius Triest werd geboren in een adellijke familie op het kasteel 'Hof Ter Walle' in Beveren-Waas. Vader Filips was heer van Auweghem en was schepen van de stad Gent. Zijn moeder was Maria van Royen, dochter van Filips, heer van Gijzegem. Zijn oudere broer Nicolaas was tussen 1616 en 1629 verschillende keren schepen van de Keure in Gent. Zijn jongere broer Jan-Baptist was eerst infanteriekapitein in dienst van de Spaanse koning en werd later kapucijn met als kloosternaam Eugène. 
Antonius Triest was pas 10 jaar toen hij door de tonsuur in de geestelijke stand werd opgenomen. In 1596 promoveerde hij tot licentiaat in beide rechten in Leuven en even later werd hij adellijk gegradueerd kanunnik van Sint-Baafs in Gent. Van toen af verbleef hij in deze stad. In september 1602 werd hij tot diaken en priester gewijd. 
De kerkelijke benoemingen volgden elkaar snel op. In 1606 werd hij aartsdiaken van de Sint-Baafskathedraal. Hij was al voordien aalmoezenier en hofkapelaan benoemd bij de landvoogden Albrecht en Isabella. In 1610 werd hij deken van het Sint-Donaaskapittel in Brugge.

## Bisschop

### Bisschop van Brugge
In augustus 1616 werd Triest tot vijfde bisschop van Brugge benoemd en op 9 juli 1617 werd hij in de Sint-Donaaskathedraal door de  aartsbisschop van Mechelen Matthias Hovius tot bisschop geconsacreerd. Hij nam als leuze: 'Confidenter' (Met vertrouwen). Hij was toen slechts 40 jaar oud.
Triest spande zich onmiddellijk in om de relaties met de besturen van de stad Brugge en van het Brugse Vrije te verstevigen. Hij kon ze er allebei toe brengen geldelijke bijstand te verlenen bij de wederopbouw van kerken en kloosters.
Meteen maakte hij werk van zijn beheersplichten en op enkele jaren tijd deed hij tweemaal visitatierondes in alle parochies van zijn bisdom. Om hierin te worden bijgestaan, organiseerde hij jaarlijks nog meer gedetailleerde visitaties door de dekens, die over elk van de hen toegewezen parochies uitgebreid verslag moesten uitbrengen. Hij inspecteerde ook de kloosters en de kloosterhospitalen, waar hij strengere statuten oplegde, in de geest van de Contrareformatie.
Zijn aandacht ging ook naar het gelovige volk. Hij streefde ernaar het katholieke geloof in ere te herstellen, gesteund op strikte naleving van de kerkelijke voorschriften, en op gebed, devotie en regelmaat in de lering. Hij leverde grote inspanningen om het catechismusonderricht overal te doen ingang vinden. Hij werd hierin vooral door de jezuïeten bijgestaan.
Triest verwachtte dat hij als bisschop van Brugge zou sterven. Hij liet een kapel aan de kathedraal aanbouwen, gewijd aan de heilige Carolus Borromeus. Met het kapittel kwam hij overeen dat hijzelf en zijn erfgenamen er zouden bijgezet worden.

### Bisschop van Gent
Op 10 juli 1620 werd Triest door de aartshertogen onverwacht tot bisschop van Gent benoemd. Hij nam zijn nieuwe zetel in bezit in 1622. Zijn bisschopsleuze was Confidenter (Met vertrouwen).
In 1624 bouwde hij in de Biezekapelstraat (waar voorheen het Hof ten Bieze had gestaan) een nieuw bisschoppelijk seminarie naar de plannen van Pieter Huyssens.
In 1629 legde hij de eerste steen van de Sint-Pieterskerk (de huidige Onze-Lieve-Vrouw Sint-Pieterskerk), waarvan de plannen eveneens door Pieter Huyssens waren gemaakt.
In 1636 liet hij in de kathedraal een nieuwe beiaard met 25 klokken hangen.
Tijdens zijn lang episcopaat werd hij de alles-dominerende figuur van de katholieke herleving in Gent: 'de eeuw van Triest' heeft men terecht kunnen zeggen over de zeventiende eeuw in deze stad. In zijn persoonlijk leven blonk hij uit door vroomheid en liefdadigheid. Daarnaast was hij een onvermoeibaar organisator. Gemiddeld om de drie jaar bezocht hij elk van de 150 parochies van zijn bisdom. 

Hij was de eerste Gentse bisschop die het Hof van Sint-Baafs als residentie kreeg toegewezen. 

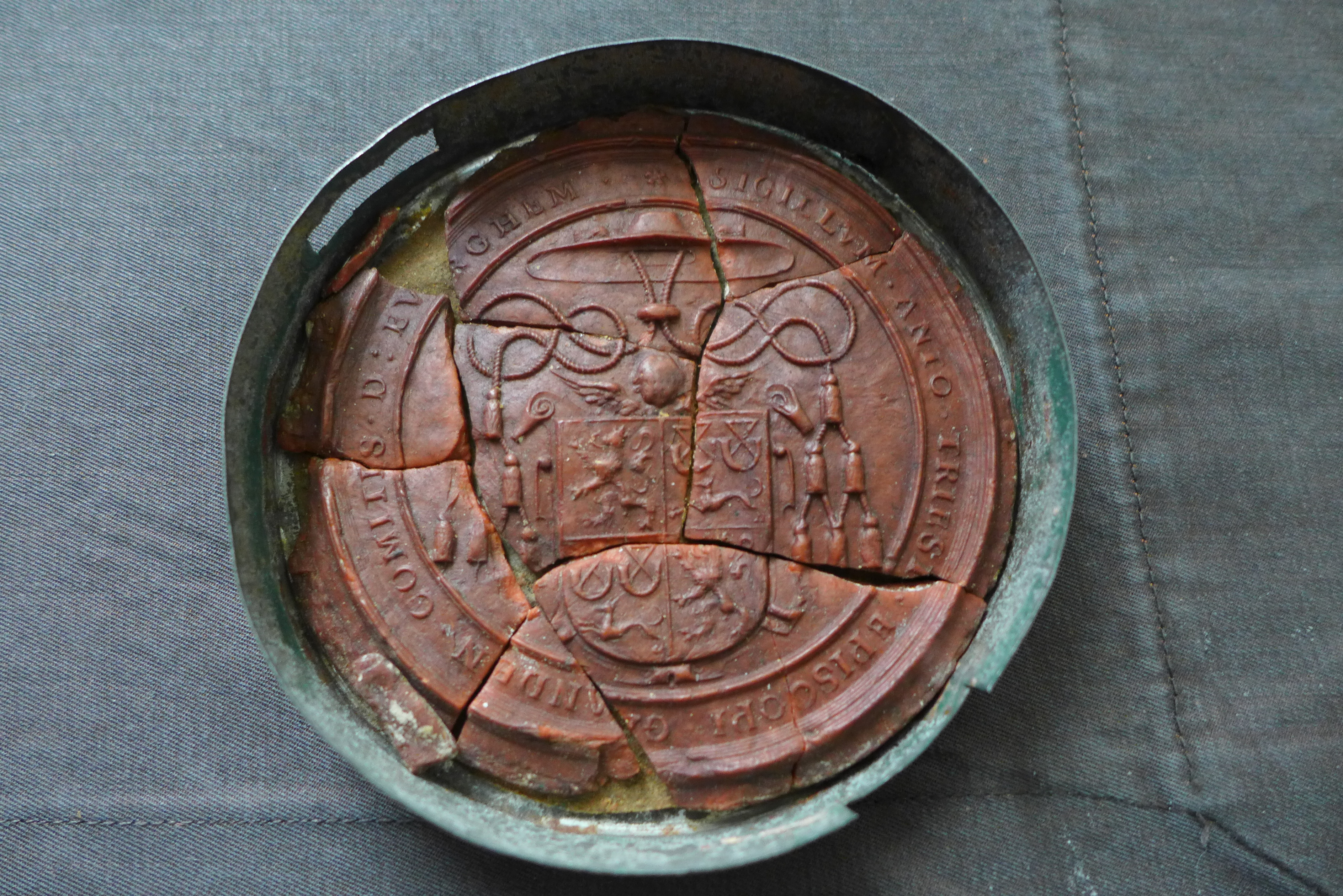
Zegel van Antonius Triest. Bibliotheek der Karmelieten Gent. Met dank aan Pater Rafaël Goemaere.

Al bleef hij als een gestreng kerkleider besturen, hij wordt toch ook in de herinnering bewaard als een hartelijke man.
Hij had een riant buitengoed (“Belvédère”), gelegen in de wijk van Ekkergem, dat grote bekendheid genoot om zijn prachtige hovingen, serres en oranjerieën. Hij kocht er schilderijen voor, onder meer bij David Teniers I. Ook het kasteel Borgwal in Vurste en het kasteel de Oude Kluis in Gentbrugge gebruikte hij als buitenverblijf.

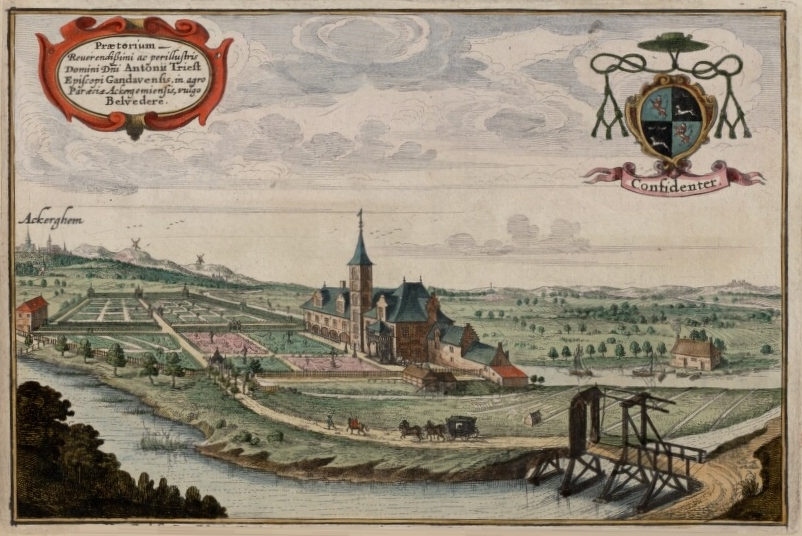
Buitengoed 'Belvédère' van bisschop Antonius Triest te Ekkergem (afbeelding uit Flandria illustrata, 1641)

Voor de kathedraal kocht hij merkwaardige kunststukken, onder meer bij de schilders Rubens en Antoon van Dyck en bij de beeldhouwer Jeroom Duquesnoy (1602-1654). In 1653 kocht hij een transeptorgel voor de kathedraal dat gemaakt werd door de orgelmakers Louis Bis en Pierre Destré uit Rijsel, met een meubel (dat zijn wapenschild draagt) van de hand van Boudewijn Van Dickele.
Triest stond niet alleen bekend als een kunstminnend maar ook als een sociaalvoelend man. Hij stichtte in 1641 een Gratiskas verbonden aan de Gentse Berg van barmhartigheid waar de armen geld konden lenen zonder intrest. In de gevel van dit gebouw in de Abrahamstraat is zijn wapenschild ingemetseld. Hij richtte ook een weeshuis op voor meisjes en zorgde geregeld voor brooduitdelingen aan behoeftigen, wat hem erg populair maakte bij de vele Gentse armen. 

#### Geschorst

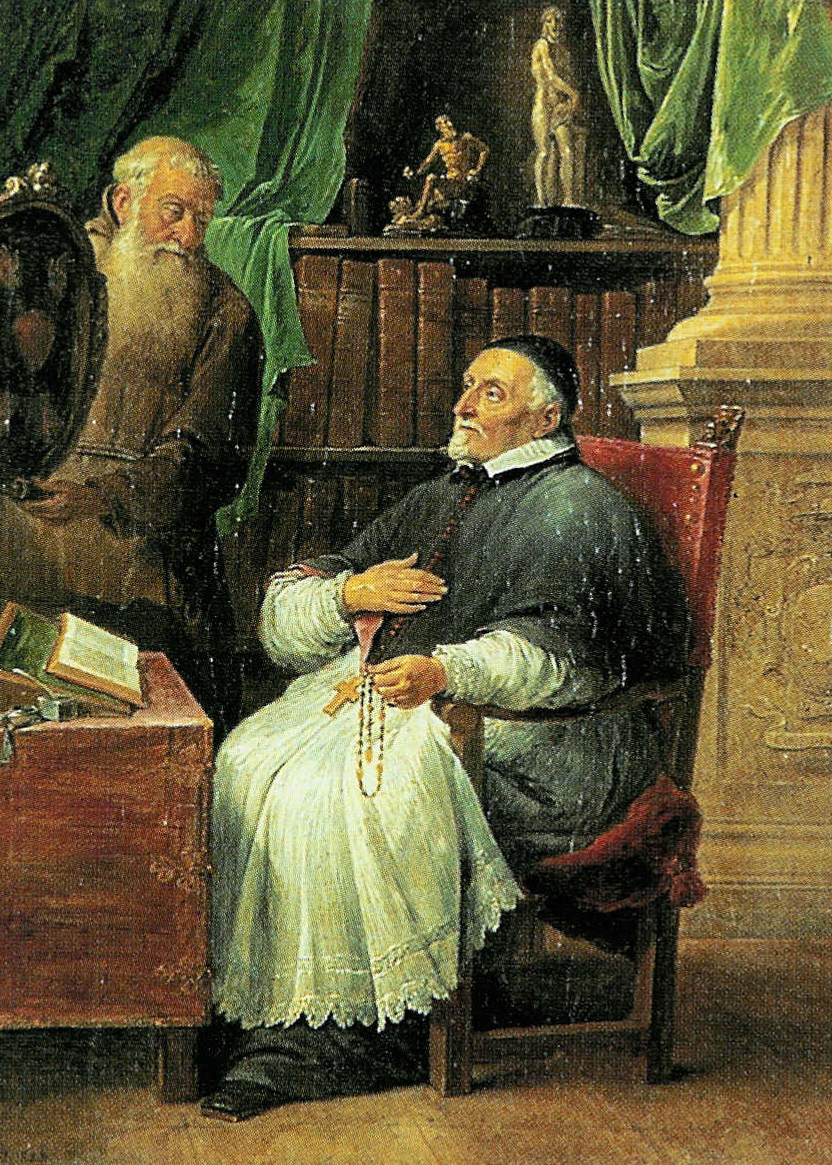
Bisschop Antonius Triest met zijn broer kapucijn Eugène door David Teniers de Jonge (1652)

In 1653 werd Antonius Triest, zoals zijn voorganger en geestesgenoot Jacobus Boonen (aartsbisschop van Mechelen), geschorst door paus Innocentius X omwille van zijn sympathie voor Cornelius Jansenius, waarvoor hij trouwens reeds in 1651 en 1652 door de paus was ontboden. Hij had geweigerd naar Rome te gaan en weigerde aanvankelijk de brief - die het werk van Jansenius veroordeelde - voor te lezen in zijn kerken, wat hij onder druk van aartshertog Leopold toch deed. Maar de brief werd onmiddellijk door de kritische commentaar van bisschop Triest ontkracht.
Op 12 mei 1653 werd Triest gesuspendeerd, maar op 24 juli 1653 schreef hij een brief naar de paus om zich te onderwerpen en vergiffenis te vragen. De verzoening gebeurde op 23 september 1653 in Brussel.
Hij was 81 jaar toen hij op 28 mei 1657 overleed. Zijn stoffelijk overschot werd op 30 mei bijgezet in de crypte van de Sint-Baafskathedraal.
Zijn praalgraf (gebeeldhouwd door Hiëronymus Duquesnoy de Jonge) bevindt zich links in het hoogkoor van de Sint-Baafskathedraal. In Ekkergem herinnert een straatnaam aan hem.

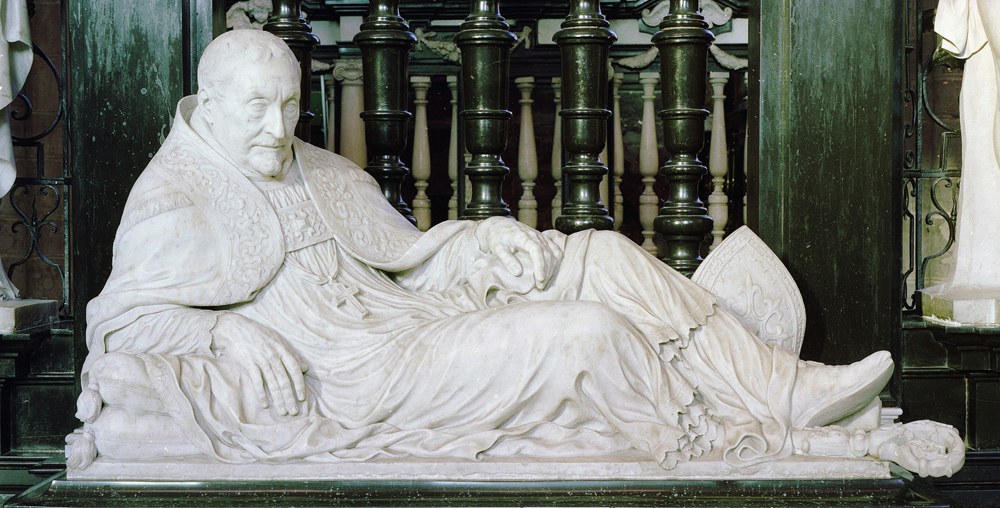
Het praalgraf van Antonius Triest (Sint-Baafskathedraal)
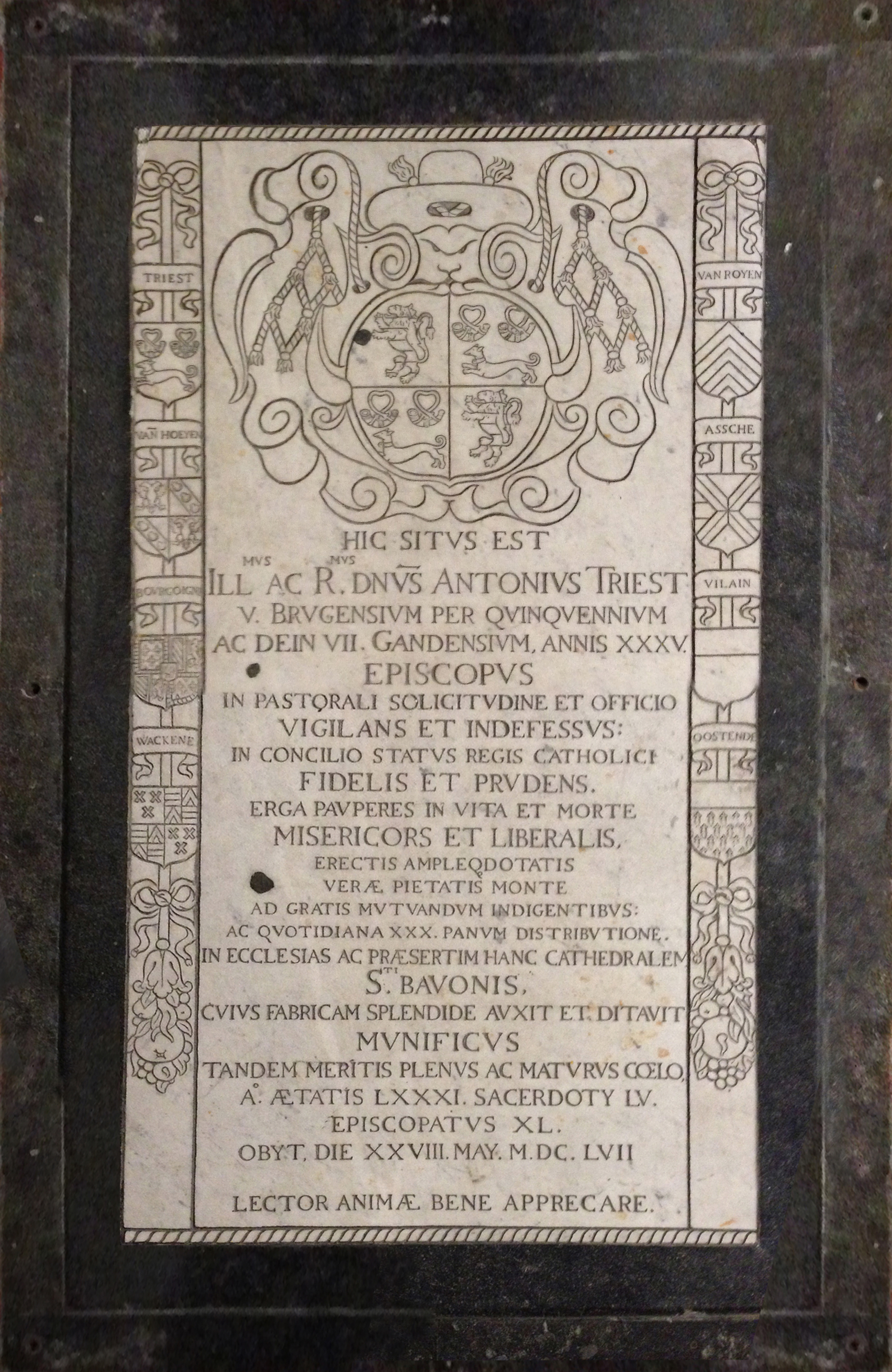
Grafplaat bisschop Antonius Triest

## Werken
- Instructio decanorum christianitatis Brugensis, 1618.
- M. CLOET (ed.), Itinerarium visitationum Antonii Triest episcopi Gandavensis (1623-1654). De visitatieverslagen door bisschop Triest, Leuven, 1976.